# 伊瓦德
伊瓦德，是匈牙利赫维什州所辖的一个村。总面积11.94平方公里，总人口369，人口密度30.9人/平方公里（2011年1月1日）。